# Vetranión
Vetranión (en latín, Vetranio y a veces referido incorrectamente como Vetriano, † c. 356) era un oficial y soldado experimentado cuando Constanza, la hermana del Emperador romano Constancio II, le pidió que se proclamara emperador el 1 de marzo de 350. El hermano de ésta, Constante, había sido asesinado por Magnencio a comienzos del mismo año y ella probablemente pensó que Vetranión podría proteger a su familia y a ella misma del usurpador. Constancio primero aceptó al nuevo emperador en su lucha contra Magnencio, uniendo fuerzas contra este. Tras despojarlo del púrpura, Constancio le permitió vivir el resto de sus días como un soldado raso en una pensión del estado.

## Vida y carrera

### Primeros años
Vetranión nació en las regiones casi incivilizadas de la provincia romana de Moesia, en algún momento a fines del siglo III, de padres humildes. Se desconocen sus primeras profesiones, pero es evidente que muy temprano en su juventud ingresó en el ejército. Aunque iletrado, Vetranión ascendió rápidamente a través de las filas desde la oscuridad, siendo finalmente elevado por Constante a gobernador de Iliria. Ocupó este mando durante un largo período, y en el momento de la muerte de Constante (enero de 350) era considerado un oficial de popularidad y experiencia. 
Después del asesinato de Constante por el usurpador Magnencio, Constanza, hermana de Constante e hija de Constantino el Grande, pidió al anciano Vetranión que asumiera la púrpura (1 de marzo). Lo más probable es que pensara que Vetranión podría proteger a su familia y a ella misma contra el usurpador, y simplemente esperaba asegurar su fidelidad, aunque Edward Gibbon le da crédito a su ambición notoriamente sin escrúpulos por el plan, sugiriendo motivos interesados de su parte. En cualquier caso, Constancio II estaba envuelto en una peligrosa lucha con Sapor II, rey del Imperio Sasánida. Constanza pudo haber dudado de la resolución de su hermano.

### Emperador

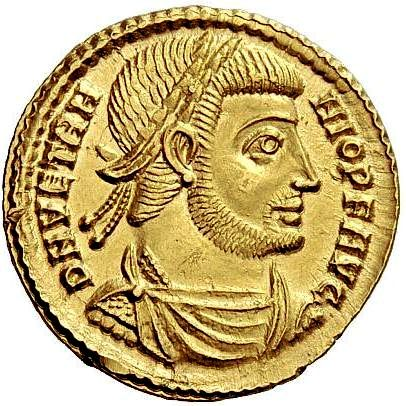
Sólido emitido en Siscia en 350 por Vetranión.

Vetranión aceptó la púrpura, y se acuñaron monedas a su nombre, mostrando el título de Augusto (emperador pleno), en lugar de César, y las monedas indicaban que esperaba gobernar durante cinco años, y esperaba diez. Inicialmente, Constancio II no se mostró reacio a aceptar la elección del emperador ilirio, pero este último pronto se unió a la causa de Magnencio, y los dos presentaron un frente unido contra Constancio II en su embajada ante su corte en Heraclea en Tracia, adonde había llegado de la guerra persa. Le ofrecieron el título mayor en el Imperio, y Magnencio propuso casar a su hija con Constancio, él mismo para casarse con Constancia la hermana del emperador. Pero exigieron que el emperador deponga las armas y ratifique sus pretensiones sobre las provincias occidentales. Constancio, supuestamente inspirado por su padre Constantino en una visión nocturna, declinó indignado la oferta.
Constancio II, sin embargo, se propuso ocultar su enemistad con Vetranión y, aunque desdeñaba la negociación con Magnencio, concedió engañosamente sus derechos y títulos (de Vetranión), deseando reconciliarlo con su causa de la guerra contra Magnencio. El vacilante ilirio aceptó el acercamiento, uniéndose nuevamente a la casa de Constantino. Constancio se reunió con Vetranión en Naiso, Sirmio o Serdica, para unir sus fuerzas para la guerra.

### Destitución
Constancio II pronto se quitó el disfraz. El 25 de diciembre, en una escena ideada por oficiales del ejército de Vetranión bien dispuestos hacia Constancio, los dos emperadores montaron un tribunal para dirigirse a las legiones reunidas; Constancio logró, mediante un fuerte discurso, en el que invocó las glorias de la casa de Constantino el Grande, que las legiones ilirias lo aclamaran como único emperador. Vetranión se arrojó al suelo y pidió clemencia a Constancio. El emperador levantó gentilmente al anciano general de la mano, lo honró con el nombre de padre y le concedió un perdón instantáneo.

### Vida posterior y muerte
Posteriormente, fue despedido en paz. Aunque fue despedido de su mando, se le permitió vivir el resto de sus años como ciudadano privado con una pensión estatal en Prusa ad Olympum, Bitinia. Vivió otros seis años, muriendo en simple felicidad. Se dice que le recomendó a Constancio como amigo suyo, durante su feliz retiro en Bursa, que la paz solo se podía obtener en una estación privada.